# Limonia perissoptera
Limonia perissoptera är en tvåvingeart som beskrevs av Alexander 1962. Limonia perissoptera ingår i släktet Limonia och familjen småharkrankar. Inga underarter finns listade i Catalogue of Life.